# Capiatestes thyrsitae
Capiatestes thyrsitae är en plattmaskart. Capiatestes thyrsitae ingår i släktet Capiatestes och familjen Syncoeliidae. Inga underarter finns listade i Catalogue of Life.